# Bobby Fuller
Bobby Fuller (Baytown, 22 ottobre 1942 – Los Angeles, 18 luglio 1966) è stato un cantante e chitarrista statunitense, meglio noto per la sua interpretazione del classico di Sonny Curtis I Fought the Law.

## Biografia

### Gli inizi e i primi successi
Nato a Baytown nel Texas, Robert Gaston Fuller passò la maggior parte della sua gioventù a El Paso, dove sviluppò la sua passione per Buddy Holly. Suonò nei primi anni sessanta in diversi club e bar, e registrò su etichette indipendenti texane, con formazioni che costantemente cambiavano componenti. L'unico componente fisso era lo stesso Bobby Fuller (alla chitarra e voce), e suo fratello più giovane, Randy, al basso. Tutte queste produzioni indipendenti (eccetto due pezzi registrati presso lo studio di Norman Petty a Clovis nel New Mexico) vennero registrate e prodotte da Fuller nel proprio studio casalingo. Realizzò inoltre nel cortile della sua casa una sorta di primitiva camera dell'eco. La qualità delle registrazioni, con l'utilizzo di un paio di microfoni ed un mixer acquistato da una stazione radio locale, era eccellente, ed infatti Fuller offriva il suo studio ad altri musicisti locali.
Fuller si trasferì a Los Angeles nel 1964 con il suo gruppo, The Bobby Fuller Four, e firmò un contratto con la Mustang Records del produttore Bob Keane, noto per aver scoperto Ritchie Valens e per aver prodotto molti gruppi surf.
Nel periodo in cui la British invasion e il folk rock erano i generi preponderanti, Fuller mischiava lo stile di Buddy Holly con venature Tex Mex. Le sue produzioni rivelano le influenze di Eddie Cochran, dei Beatles, di Elvis Presley, di Little Richard e degli Everly Brothers. Meno nota era l'abilità di Fuller di emulare il suono della chitarra surf di Dick Dale and the Ventures. Il primo pezzo che entrò nella Top 40 fu Let Her Dance. A seguire vi fu la hit I Fought the Law, che raggiunse la quarta posizione nella classifica di Billboard. I Fought the Law era una cover di un pezzo di Sonny Curtis, un ex componente del gruppo di Buddy Holly, The Crickets, e fu registrata dalla formazione composta dai fratelli Fuller, James Reese alla chitarra e Dalton Powell alla batteria. Il terzo hit di Bobby Fuller fu la reinterpretazione di Buddy Holly Love's Made a Fool of You.

### La morte
Proprio mentre I Fought The Law entrava tra le prime dieci posizioni in classifica, Bobby Fuller venne ritrovato morto nella sua auto vicino alla sua casa di Los Angeles. La polizia considerò la sua morte un suicidio, benché molte persone ritenessero che Fuller fosse stato ucciso. Il suo corpo infatti riportava molte ferite, ed era inoltre stato cosparso con del gasolio, particolare che fece nascere l'ipotesi che i suoi assassini fossero scappati prima di riuscire a dare fuoco al corpo. Venne sepolto al Forest Lawn Memorial Park di Hollywood Hills, Los Angeles.
Nel romanzo di Jo Nesbø Polizia, gli agenti di Oslo onorano la morte del capo della scientifica, Beate Lonn, ascoltando "I Fought The Law"; Harry Hole, il protagonista, riflette sul fatto che la polizia abbia adottato come proprio inno una canzone scritta da un cantante sulla cui morte si vociferava fosse implicata la polizia stessa.
Dopo la morte del fratello, Randy Fuller diventò il cantante del gruppo, cambiando il nome di Bobby con il proprio. Visto l'insuccesso, il gruppo si sciolse pochi mesi dopo la morte di Bobby Fuller.

## Nota
Nel 2017 il cantante Chuck Prophet ha pubblicato un album intitolato "Bobby Fuller Died For Your Sins" che conteneva il brano omonimo.

### Discografia
Album

Bobby Fuller Four
- 1965 - KRLA King of the Wheels (Mustang Records, M/MS-900)
- 1966 - I Fought the Law (Mustang Records, M/MS-901)

Singoli (Lista parziale)
- 1961 - You're in Love/Guess We'll Fall in Love (Yucca Records, 140) versione veloce
- 1961 - You're in Love/Guess We'll Fall in Love (Yucca Records, 140) versione lenta
- 1961 - My Heart Jumped/Gently My Love (Yucca Records, 144)
- 1962 - Not Fade Away/Nervous Breakdown (Eastwood Records, 345)
- 1963 - Saturday Night/The Stinger (Todd Records, 1090)
- 1964 - King of the Beach/Wine, Wine, Wine (Exeter Records, 122)
- 1964 - I Fought the Law/She's My Girl (Exeter Records, 124)
- 1964 - Fool of Love/Shakedown (Exeter Records, 126)
- 1965 - Those Memories of You/Our Favourite Martian (Donna Records, 1403) a nome Bobby Fuller and the Fantastics
- 1965 - Let Her Dance/Another Sad and Lonely Night (Liberty Records, 55812)
- 1965 - She's My Girl/Take My Hand (Mustang Records, 3004)
- 1965 - Let Her Dance/Another Sad and Lonely Night (Mustang Records, 3006)
- 1965 - Never to Be Forgotten/You Kissed Me (Mustang Records, 3011)
- 1965 - Let her Dance/Another Sad and Lonely Night (Mustang Records, 3012)
- 1966 - I Fought the Law/Little Annie Lou (Mustang Records, 3014)
- 1966 - Love's Made a Fool of You/Don't Ever Left Me Know (Mustang Records, 3016)
- 1966 - Magic Touch/My True Love (Mustang Records, 3018)